# ButterFly (Barbra Streisand)
ButterFly è un album in studio della cantante statunitense Barbra Streisand, pubblicato nel 1974.

## Tracce
1. Love in the Afternoon (Ben Geminaro, Evie Sands, Richard Wiseman) – 4:07
2. Guava Jelly (Bob Marley) – 3:17
3. Grandma's Hands (Bill Withers) – 3:27
4. I Won't Last a Day Without You (Paul Williams, Roger Nichols) – 4:19
5. Jubilation (Paul Anka, Johnny Harris) – 3:55
6. Simple Man (Graham Nash) – 3:03
7. Life on Mars? (David Bowie) – 3:11
8. Since I Don't Have You (Joseph Rock, James Beaumont, Lenny Martin) – 2:52
9. Crying Time (Buck Owens) – 2:52
10. Let the Good Times Roll (Shirley Goodman, Leonard Lee) – 4:54